# Martinho Carrasco Pimenta
Martinho Carrasco Pimenta ou também Martim Carrasco Pimenta (Santo Aleixo da Restauração [?]- Santo Aleixo da Restauração, 12 de Agosto de 1644) foi um militar, capitão-mor da aldeia de naturalidade. Morreu durante a invasão castelhana durante a Guerra da Restauração, em 12 de Agosto de 1644, à sua aldeia de forma heróica.
Sob o comando de Martim Carrasco, os homens que defenderam com ele a aldeia de Santo Aleixo conseguiram que dois séculos depois, o seu sacrifício fosse homenageado com o emprego do nome da aldeia no obelisco da Praça dos Restauradores, em Lisboa.